# Gebel
Gebel ist ein vor allem in Nordrhein-Westfalen und Niedersachsen häufig vorkommender Familienname.

## Herkunft des Namens
Über die Herkunft des Namens gibt es verschiedene Erklärungen. Aus dem Schlesischen Namenbuch gehen zwei Theorien hervor: Die erste besagt, dass der Name von dem Böhmischen Mundartwort für „Gabel“ abgeleitet ist. Die zweite Erklärung geht auf die mundarttechnische Veränderung des Nachnamens „Göbel“, „Göbler“, „Goldebrecht“ oder „Godebald“ zurück.

## Varianten
- Gebler
- Gabler
- Gabel
- Gaebele
- Gaebel

## Häufigkeit

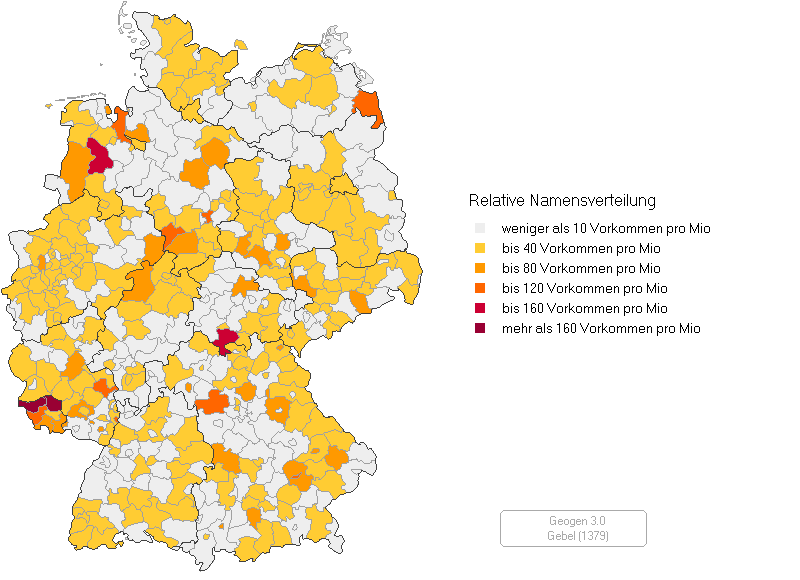
Häufigkeit des Nachnamens Gebel in Deutschland

Der Nachname Gebel ist der 1 784. häufigste Familienname in Deutschland.
| Namen       | Häufigkeit |
| Deutschland | 1644       |
| Schweiz     | 28         |
| Österreich  | 25         |
| Polen       | 488        |
| ----------- | ---------- |

Die Schreibung Gebel ist vor allem im nordöstlichen deutschen Sprachraum verbreitet (Niedersachsen).

## Namensträger
- Anne Gebel (1919–2004), deutsche Politikerin (SPD), MdBB
- Else Gebel (1905–1964), deutsche Widerstandskämpferin
- Franz Xaver Gebel (1787–1843), deutscher Komponist, Pianist und Dirigent
- Georg Gebel (1709–1753), deutscher Komponist und Organist
- Gunther Gebel-Williams (1934–2001), deutsch-amerikanischer Dompteur
- Joseph Bernhard August Gebel (1772–1860), preußischer Landesdirektor, Landrat und Arzt
- Kathrin Gebel (* 1997), deutsche Politikerin (Die Linke), MdB
- Małgorzata Gebel (* 1955), polnische Schauspielerin
- Matthes Gebel (um 1500–1574), deutscher Medailleur und Bildhauer
- Michael Gebel (* 1979), deutscher Soziologe und Hochschullehrer
- Paul Gebel (1893–1972), deutscher Landwirt und Politiker (DNVP)
- Richard Gebel (1922–??), deutscher Politiker (NDPD), MdV
- Silke Gebel (* 1983), deutsche Politikerin (Bündnis 90/Die Grünen)
- Titus Gebel (* 1967), deutscher Jurist, politischer Aktivist und Publizist, MdA Berlin
- Viggo Gebel (* 2007), deutscher Fußballspieler
- Volkram Gebel (* 1943), deutscher Beamter und Politiker (CDU)